# Vitis hui
Vitis hui là một loài thực vật hai lá mầm trong họ Nho. Loài này được W.C. Cheng miêu tả khoa học đầu tiên năm 1935.